# Pustynny kwiat
Pustynny kwiat (oryg. Desert Bloom) – film z 1986 roku w reżyserii Eugene Corr.

## Obsada
- Jay Underwood – Robin
- Annabeth Gish – Rose Chismore
- JoBeth Williams – Lily Chismore
- Allen Garfield – Pani Mosol
- Jon Voight – Jack Chismore